# 3798 de Jager
3798 de Jager eller 2402 T-3 är en asteroid i huvudbältet som upptäcktes den 16 oktober 1977 av den nederländsk-amerikanske astronomen Tom Gehrels och det nederländska astronomparet Ingrid van Houten-Groeneveld och Cornelis Johannes van Houten vid Palomar-observatoriet. Den är uppkallad efter den nederländske astronomen Cornelis de Jager.
Asteroiden har en diameter på ungefär 4 kilometer.